# Muczne
Muczne (ukrán nyelven: Локоть) Lengyelország délkeleti részén, a Kárpátaljai vajdaságban, a Bieszczady járásban, Gmina Lutowiska község közigazgatási területén fekvő település. Beniowa a lengyel-ukrán határhoz közel található. Lutowiskától közel 15 kilométernyire délre található, a járási központtól, Ustrzyki Dolnétól 36 kilométerre délre fekszik és a vajdaság központjától, Rzeszówtól 114 kilométernyire délkeletre található.
A település 1975 és 1998 között a Krosnói vajdaság hoz tartozott. 
Muczne a Wołosate-völgy és a Trebowiec-völgy között épített erdei vasútvonal mentén feküdt, amely egészen Sokoliki Górskie vasútállomásáig futott. A második világháború előtt Muczne Dźwiniacz Górny település részét képezte. 1944-ben az Ukrán Felkelő Hadsereg csapatai megszállták a települést és 70 lengyel állampolgárt kivégeztek a Mucznei mészárlás során. Végül a háború után a falu elnéptelenedett és minden háza leégett. 
Az 1970-es években a környékbeli erdészeknek létesítettek itt szállást, majd 1975-től a terület felett a Minisztertanács vette át a hatalmat és a terület állami farmgazdasággá és vadászterületté vált. 

## Fordítás
Ez a szócikk részben vagy egészben  a   Muczne című angol Wikipédia-szócikk ezen változatának fordításán alapul.  Az eredeti cikk szerkesztőit annak laptörténete sorolja fel. Ez a jelzés csupán a megfogalmazás eredetét és a szerzői jogokat jelzi, nem szolgál a cikkben szereplő információk forrásmegjelöléseként.